# Arctia penchei
Arctia penchei là một loài bướm đêm thuộc phân họ Arctiinae, họ Erebidae.